# Metandiile

La struttura del gruppo metandiile in (blu).

In chimica organica, un ponte metilene, distanziale metilene, o gruppo metandiile è qualsiasi porzione di molecola con formula R-CH2-R', con R ed R' gruppi alchilici o arilici; formalmente, un atomo di carbonio legato a due atomi d'idrogeno connesso con due legami singoli a due distinti atomi al resto della molecola. È l'unità ripetitiva nello scheletro degli sregolati alcani.
Un ponte metilene può agire anche da ligando bidentato unendo due metalli in un composto di coordinazione, come il titanio e l'alluminio nel reattivo di Tebbe.
Un ponte metilene viene anche detto semplicemente metilene, come nel "cloruro di metilene" (diclorometano CH2Cl2). Ebbene, il termine gruppo metilene (o metilidene) si applica propriamente al gruppo CH2= formalmente quando esso è connesso al resto della molecola da un doppio legame, dandogli proprietà chimiche molto diverse da quelle del gruppo ponte -CH2-.

## Reazioni
Composti che possiedono un ponte metilene situato tra due gruppi forti (come nei gruppi nitro, carbonile o nitrile) sono talvolta chiamati composti attivi del metilene. Trattandoli con basi forti si formano enolati o carbanioni, che sono spesso utilizzati nella sintesi organica. Alcuni esempi sono nella condensazione di Knoevenagel e nella sintesi dell'estere malonico.

## Esempi
Alcuni esempi di composti con il ponte metilene sono:

Acido malonico
Acetilacetone
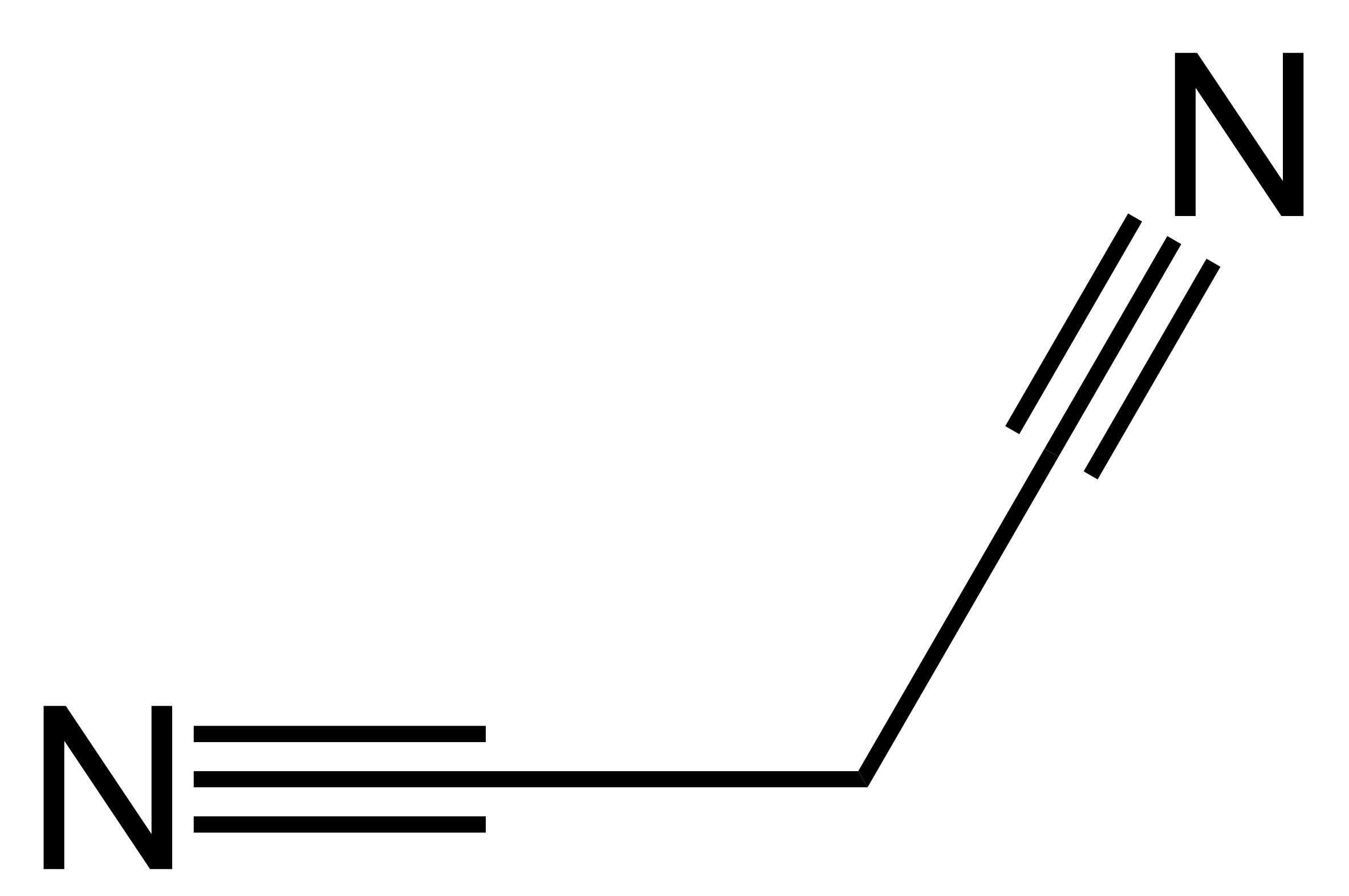
Malononitrile